# Prunay-Belleville

Prunay-Belleville este o comună în departamentul Aube din nord-estul Franței. În 1 ianuarie 2022 avea o populație de 222 de locuitori.